# Seznam dílů seriálu Co kdyby…?
Toto je seznam dílů seriálu Co kdyby…?.

## Přehled řad
| Řada | Díly | Premiéra v USA    | Premiéra v USA    |
| Řada | Díly | První díl         | Poslední díl      |
| ---- | ---- | ----------------- | ----------------- |
| 1    | 9    | 11. srpna 2021    | 6. října 2021     |
| 2    | 9    | 22. prosince 2023 | 30. prosince 2023 |
| 3    | 8    | 22. prosince 2024 | 29. prosince 2024 |

## Seznam dílů

### První řada (2021)
| Č. v seriálu | Č. v řadě | Původní název                                                | Český název                                                | Režie         | Scénář                          | Premiéra v USA |
| --- | --------- | ------------------------------------------------------------ | ---------------------------------------------------------- | ------------- | ------------------------------- | -------------- |
| 1 | 1         | What If… Captain Carter Were the First Avenger?              | Co kdyby… byla kapitánka Carterová první Avenger?          | Bryan Andrews | A.C. Bradley                    | 11. srpna 2021 |
| Během druhé světové války je Steve Rogers vybrán, aby se stal prvním supervojákem na světě. Během příprav je ale zraněn špiónem Hydry. Agentka organizace SSR Peggy Carterová zabije špióna a rozhodne se aplikovat si sérum místo něj. Úspěšně je vylepšena, ale vůdce SSR John Flynn jí zakáže bojovat. Poté, co navzdory rozkazu získá Carterová Teserakt od Hydry, ji Flynn neochotně povýší na kapitánku Carterovou. Howard Stark použije Teserakt k vytvoření ozbrojeného obrněného obleku, jehož pilotem se stane Rogers. Carterová a Rogers společně bojují v mnoha bitvách, dokud Rogers nezmizí při útoku na vlak Hydry. Carterová a její spojenci najdou Rogerse, když proniknou na základnu Hydry, kde zároveň najdou Red Skulla, který pomocí Teseraktu otevřel portál a vyvolal interdimenzionální stvoření známé jako Shuma-Gorath, které jej ale zabije. Carterová vstoupí do zavírajícího se portálu, aby stvůru přinutila vrátit se. Téměř o sedmdesát let později použije S.H.I.E.L.D. Teserakt k otevření portálu, ze kterého vyjde Carterová a setká se s Nickem Furym a Clintem Bartonem. Smutně konstatuje, že zmeškala slíbený tanec s Rogersem. |           |                                                              |                                                            |               |                                 |                |
| 2 | 2         | What If… T'Challa Became a Star-Lord?                        | Co kdyby… se z T’Chally stal Star-Lord?                    | Bryan Andrews | Matthew Chauncey                | 18. srpna 2021 |
| V roce 1988 jsou na základě rozkazů od Ega posláni Plenitelé na Zemi, aby získali jeho syna Petera Quilla. Omylem však unesou mladého T'Challu, který souhlasí, že se k nim připojí a prozkoumá galaxii. O dvacet let později se T'Challa stane slavným galaktickým psancem známým jako Star-Lord. Po získání Orbu obsahujícího Kámen moci na Moragu přijde k T'Challovi a Plenitelům Nebula, která navrhne, aby spolu ukradli „Embers of Genesis“, kosmický prach dávné supernovy schopný terraformovat celé planety. Jelikož v tomto vesmíru T'Challa přesvědčil Thanose o omylu svého plánu vyhladit polovinu veškerého života, mocenské vakuum zabral Sběratel, který se tak stal vládcem podsvětí celé galaxie, a zároveň má v držení výše zmíněné Embers. Nebula a Yondu se proto setkají se Sběratelem na Kdovíkde, zatímco T'Challa pronikne do jeho sbírky, aby našel Embers of Genesis. Objeví ale kosmickou loď z Wakandy obsahující zprávu od jeho otce T'Chaky, který po něm zoufale pátrá. Nebula mezitím zdánlivě zradí Plenitele, což vede k zajetí T'Chally. Později Nebula všechny zachrání a odhalí, že ona a T'Challa plánovali lest, aby mohli získat Embers of Genesis. T'Challovi se podaří uniknout z vězení a po boku Yondua bojují se Sběratelem. Když jej přemohou, odletí s ostatními Pleniteli na Zemi do Wakandy, kde se T'Challa sejde se svou rodinou. Mezitím kdesi v USA se s Peterem Quillem, v tomto vesmíru pouhým uklízečem, setká jeho otec Ego. Je očividné, že má se synem zlé úmysly. |           |                                                              |                                                            |               |                                 |                |
| 3 | 3         | What If… the World Lost Its Mightiest Heroes?                | Co kdyby… svět přišel o své nejmocnější hrdiny?            | Bryan Andrews | A.C. Bradley a Matthew Chauncey | 25. srpna 2021 |
| Během týdne se ředitel S.H.I.E.L.D.u Nick Fury pokouší získat hrdiny pro „Iniciativu Avengers“, ale každý je záhadně zabit: Nataša Romanovová vstříkne Tonymu Starkovi nečekaně smrtelnou dávkou oxidu lithného, Barton omylem zastřelí Thora, než sám zemře v cele, Bruce Banner exploduje, a Romanovová je při vyšetřování dalších vražd napadena a zabita. Než zemře, řekne Furymu, že vraždy souvisí s „nadějí“ (anglicky Hope). V návaznosti na Thorovu smrt napadne Zemi jeho bratr Loki v čele asgardského vojska, ovšem Fury navrhne spojenectví s úmyslem najít Thorova vraha. Záhy odhalí, že vrahem je Hank Pym, který používá svou zmenšovací technologii k zabití Avengers jako pomstu za smrt své dcery Hope van Dyne, která zemřela při výkonu služby jako agent S.H.I.E.L.D.u. Loki pomůže Furymu porazit Pyma, který je vzat do asgardské vazby, a poté se rozhodne zůstat na Zemi a stane se jejím novým vládcem. Fury začne sestavovat nový tým hrdinů. Najde Steva Rogerse zmrzlého v ledu a povolá Carol Danversovou na Zem. |           |                                                              |                                                            |               |                                 |                |
| 4 | 4         | What If… Doctor Strange Lost His Heart Instead of His Hands? | Co kdyby… Doctor Strange nepřišel o ruce, ale o své srdce? | Bryan Andrews | A.C. Bradley                    | 1. září 2021   |
| Dr. Stephena Strange čeká formální večírek, na nějž se rozhodne s sebou vzít svou kolegyni a životní lásku Christine Palmerovou. Při cestě do nich však narazí auto, což má za následek smrt Palmerové. Ve svém žalu Strange cestuje do Kamar-Taj, kde se učí magii od Prastaré. Tam objeví Oko Agamottovo, o kterém se dozvěděl, že dokáže manipulovat s časem, je ale důrazně varován Prastarou a Wongem, že by to mohlo zničit samotnou strukturu reality. Příběh Stephena Strange pokračuje dál tak, jak jej známe – porazí Dormammu a stane se nejvyšším čarodějem, ovšem na druhé výročí smrti Palmerové se rozhodně změnit minulost a s pomocí Oka Agamottova opakovaně vrací čas ve snaze zachránit její život, leč pokaždé selže. Strange je proto informován Prastarou, že smrt Palmerové je absolutním bodem na časové ose, který nelze změnit, protože nebýt její smrti, Strange by se nikdy nestal čarodějem a samo o sobě by to vytvořilo paradox. Strange však odmítá poslouchat, pročež Prastará, která čerpá síly z Temné dimenze, rozdělí časovou osu na dvě: na první, kde Strange s pomocí ztraceného vědění pohlcuje mystické bytosti a stává se temnou, po moci toužící verzí sám sebe, známou jako Strange Supreme, a druhou, kde se Strange smířil se smrtí Palmerové. Strange Supreme si však neuvědomuje, že svými činy způsobuje rozpad vesmíru. Prastará proto rekrutuje druhého Strange, aby bojoval proti Strange Supreme a zachránil tak svět. Strange Supreme však svého dvojníka přemůže a pohltí. Strange Supreme se pak vrátí na místo autonehody a obrátí čas, aby zachránil Palmerovou, ale struktura vesmíru se v tomto procesu začne rozpadat. V posledních chvílích, než se zhroutí realita, Strange Supreme prosí Pozorovatele (anglicky Watcher) o pomoc, ale Pozorovatel odmítne zasáhnout. Palmerová se rozplyne v náručí Strange Supreme a vesmír se zhroutí do nicoty. Pouze Strange Supreme zůstane, odkázán na osamocenou věčnost v nicotě. |           |                                                              |                                                            |               |                                 |                |
| 5 | 5         | What If… Zombies!?                                           | Co kdyby… Zombie?!                                         | Bryan Andrews | Matthew Chauncey                | 8. září 2021   |
| Hank Pym najde Janet van Dyne v kvantové říši, ta je ale nakažena kvantovým virem, který z ní dělá zombie. Van Dyne nakazí Pyma a oba se vrátí, načež rozšíří virus po celém světě. O dva týdny později se skupina přeživších – Bruce Banner, Strangeův plášť levitace, Hope van Dyne, Peter Parker, Bucky Barnes, Okoye, Sharon Carterová, Happy Hogan a Kurt – dozví o táboře, kde se vyvíjí lék. Putují do tábora, ale cestou přijdou o Happyho, Carterovou a Hope kvůli útokům zombie. V táboře se setkají s Visionem, jehož Kámen mysli dokáže zvrátit virus. Dokonalým příkladem je vyléčená hlava Scotta Langa udržovaná naživu ve skleněné nádobě. Barnes najde beznohého T'Challu, kterým Vision krmil nakaženou Wandou Maximovovou. Maximovová se vzápětí osvobodí, zabije Kurta a Okoye a telekineticky vrhne Barnese kamsi pryč. Vision se obětuje a dá Parkerovi svůj Kámen mysli. Banner se promění v Hulka a bojuje s Maximovovou, zatímco ostatní unikají. Parker, Lang, T'Challa a plášť míří do Wakandy, posledního bezpečného místa na Zemi, aby vyslali energii Kamene mysli po celé planetě a všechny tak vyléčili. Vzápětí je však odhaleno, že Wakanda padla, a vyčkává v ní zombifikovaný Thanos se svou rukavicí, v níž chybí pouze Kámen mysli. |           |                                                              |                                                            |               |                                 |                |
| 6 | 6         | What If… Killmonger Rescued Tony Stark?                      | Co kdyby… zachránil Tonyho Starka Killmonger?              | Bryan Andrews | Matthew Chauncey                | 15. září 2021  |
| V Afghánistánu je Tony Stark přepaden Deseti kruhy, ale zachrání ho Erik „Killmonger“ Stevens. Vrátí se do Stark Industries, kde Killmonger odhalí účast Obadiaha Stanea na přepadení a poté Starkovi pomůže sestrojit humanoidního bojového drona napájeného pomocí vibrania. Potřebují více vibrania k vytvoření armády dronů, a tak zařídí, aby ho James Rhodes koupil od Ulyssese Klauea. Klaue na Killmongerův příkaz vypustí zprávu o transakci do Wakandy, aby nalákal T'Challu. Killmonger zabije T'Challu i Rhodese a zinscenuje to tak, aby to vypadalo, že se zabili navzájem. Stark se Killmongerovi postaví, ale Killmonger ho zabije a předstírá, že to vypadá jako útok Wakandy. Killmonger poté zabije Klaua a znovu se setká se svou rodinou ve Wakandě. Thaddeus Ross pošle armádu dronů, aby zaútočila na Wakandu, ale Killmonger je pomůže Wakanďanům zastavit. Poté udělají z Killmongera nového Černého pantera. Když se Spojené státy v návaznosti na uplynulé události připravují zlikvidovat Wakandu, navštíví T'Challova sestra Shuri Starkovu asistentku Pepper Pottsovou, které byl Killmonger odjakživa podezřelý. Shuri objevila kamerový záznam, který usvědčuje Killmongera ze spiknutí, a navrhne Pottsové spojenectví, aby jej společně zastavily. |           |                                                              |                                                            |               |                                 |                |
| 7 | 7         | What If… Thor Were an Only Child?                            | Co kdyby… byl Thor jedináček?                              | Bryan Andrews | A.C. Bradley                    | 22. září 2021  |
| Po porážce mrazivých obrů v bitvě o Jotunheim Odin objeví opuštěné nemluvně Lokiho a vrátí ho jeho otci Laufeyovi. O mnoho let později se z Odinova syna Thora stává bouřlivý princ milující večírky. Zatímco Odin spí a Frigga je pryč, Thor se spolu se Sif a Třemi bojovníky vydává na Zemi, aby uspořádal obrovský večírek a pozval na něj mimozemšťany z celé galaxie. Jeho příjezd přitáhne pozornost Jane Fosterové a Darcy Lewisové, které ho vystopují a nakonec se k jeho aktivitám připojí. Úřadující ředitelka S.H.I.E.L.D.u Maria Hillová, která chce ukončit zkázu způsobenou Thorovým dováděním, povolá na Zemi Carol Danversovou. Danversová se Thorovi postaví, ale nakonec je poražena. Hillová navrhne Danversové, aby Thora vylákala na otevřené vylidněné prostranství, kde by mohla naplno uplatnit své schopnosti, aniž by způsobila vedlejší škody. Fosterová, která s plánem Hillové nesouhlasí, kontaktuje s Heimdallovou pomocí Friggu. Když Danversová a Thor začnou znovu bojovat, Frigga oznámí svůj brzký příchod a donutí vyděšeného Thora, aby uklidil svůj nepořádek, což se na poslední chvíli zdaří. Thor následně pozve Fosterovou na rande, zdá se, že se celá epizoda nese v duchu šťastného konce… Než se náhle objeví armáda dronů vedená Ultronem v těle Visiona. Tento Ultron, který pochází z paralelního vesmíru, má v moci všech šest Kamenů nekonečna. |           |                                                              |                                                            |               |                                 |                |
| 8 | 8         | What If… Ultron Won?                                         | Co kdyby… Ultron vyhrál?                                   | Bryan Andrews | Matthew Chauncey                | 29. září 2021  |
| Poté, co Tony Stark stvořil Ultrona, se tato umělá inteligence vymknula z rukou a vyhodnotila, že lidstvo je samo sobě hrozbou, pročež se jej rozhodne zničit. Úspěšně přenese své vědomí do těla Visiona, zabije Starka a většinu Avengers a vyhubí drtivou většinu lidstva pomocí jaderných zbraní. Záhy dorazí Thanos, v jehož Rukavici nekonečna chybí už jen Kámen mysli, ovšem Ultron jej s lehkostí zabije a sám uzme Kameny nekonečna. Díky tomu si uvědomí rozsah vesmíru a života v něm a vyhodnotí stejný závěr jako s lidstvem: život je potřeba zničit. S mocí Kamenů si vytvoří obrovskou armádu dronů a ničí planety napříč vesmírem, až vyhubí valnou většinu života v celém vesmíru. Takto je ponechán bez účelu, dokud nezaznamená přítomnost Pozorovatele a existenci mnohovesmíru. Mezitím se jedni z mála přeživších, Nataša Romanovová a Clint Barton vydají do Moskvy hledat záznamy KGB v naději, že naleznou způsob, jak Ultrona porazit. Naleznou důkaz o existenci Arnima Zoly, vědce Hydry, jehož vědomí bylo nahráno do počítače. Zolu skutečně naleznou v základně Hydry na Sibiři a přesvědčí jej, aby jim pomohl: nechat se nahrát do systému Ultronových dronů a eventuálně Ultrona vymazat. Nalákají roj dronů a pokusí se do jednoho z nich Zolu nahrát, ovšem snažení vyjde nezdarem, jelikož Ultron opustil tento vesmír a Zola se na něj nemůže připojit. Barton se vzápětí obětuje, aby Romanovová a Zola mohli uprchnout. V závěru epizody Ultron zaútočí na Pozorovatele a porazí jej, čímž se mu otevřou dveře do mnohovesmíru. Pozorovatel se proto uchýlí k poslední možnosti: požádá o pomoc Strange Supreme. |           |                                                              |                                                            |               |                                 |                |
| 9 | 9         | What If… the Watcher Broke His Oath?                         | Co kdyby… Pozorovatel porušil svou přísahu?                | Bryan Andrews | A.C. Bradley                    | 6. října 2021  |
| Ve vesmíru kapitánky Carterové je Peggy na misi s cílem zneškodnit Georgese Batroca, je ale přerušena Pozorovatelem, který ji zvolil pro svůj tým. Ve vesmíru, kde se Star-Lordem stal T'Challa, úspěšně zabijí Ega a zachrání tak Petera Quilla, načež je rekrutován i T'Challa. Dále z jejich vlastních vesmírů Pozorovatel rekrutuje i Erika „Killmongera“ Stevense, jehož lest byla veřejně odhalena a Pepper Pottsová a Shuri mu jdou po krku ve válčící Wakandě, Thora, který lehkovážně odráží útoky Ultronových dronů, a nakonec Gamoru, která zabila Thanose a bojovala po Starkově boku na Sakaaru. Společně se Strangem Supreme zformují Strážce mnohovesmíru s úmyslem zastavit Ultrona, který se chystá mnohovesmír zničit. Nalákají Ultrona do vesmíru bez inteligentního života, kde T'Challa Ultronovi ukradne Kámen duše a Strange Supreme přivolá hordu zombií včetně nemrtvé Wandy Maximovové, načež uprchnou do Ultronova rodného vesmíru. Zde se setkají s jedinou přeživší Natašou Romanovovou, načež přijde Ultron. Týmu se podaří jej zadržet a Gamora použije drtič Kamenů nekonečna, ovšem toto nevyjde, jelikož drtič nemůže zničit Kameny nekonečna z jiného vesmíru. Ultron opět získá navrch, ale Romanovové se podaří jej zasáhnout šípem, na němž je nahráno vědomí Zoly. Zola úspěšně vymaže Ultronovo vědomí, ale Killmonger se zmocní Ultronovy zbroje a Kamenů nekonečna s vidinou moci. Zola ovládne Ultronovo tělo a pustí se kvůli Kamenům do křížku s Killmongerem. Strange a Pozorovatel je zmrazí v čase a uvězní v miniaturní dimenzi, přičemž jejich hlídačem se stane Strange. Pozorovatel pak vrátí všechny hrdiny do jejich vesmírů krom Romanovové, kterou vyšle do vesmíru, kde většinu Avengers zavraždil Hank Pym a Zemi ovládl Loki, aby přišla Furymu na pomoc. Sám Pozorovatel pak pokračuje v kontrole mnohovesmíru se slibem, že tentokrát už zasáhne, bude-li to třeba. V potitulkové scéně Carterová a Romanovová jejího vesmíru úspěšně porazí Batroca. Vzápětí objeví mechanický oblek, který kdysi pilotoval Steve Rogers. Někdo je uvnitř něj. |           |                                                              |                                                            |               |                                 |                |

### Druhá řada (2023)
| Č. v seriálu | Č. v řadě | Původní název                                             | Český název                                                 | Režie          | Scénář                           | Premiéra v USA    |
| ------------ | --------- | --------------------------------------------------------- | ----------------------------------------------------------- | -------------- | -------------------------------- | ----------------- |
| 10           | 1         | What If... Nebula Joined the Nova Corps?                  | Co kdyby... Nebula vstoupila do Nova Corps?                 | Stephan Franck | Matthew Chauncey                 | 22. prosince 2023 |
| 11           | 2         | What If... Peter Quill Attacked Earth's Mightiest Heroes? | Co kdyby... Peter Quill napadl nejmocnější hrdiny světa?    | Bryan Andrews  | Matthew Chauncey                 | 23. prosince 2023 |
| 12           | 3         | What If... Happy Hogan Saved Christmas?                   | Co kdyby... Happy Hogan zachránil Vánoce?                   | Bryan Andrews  | A. C. Bradley a Matthew Chauncey | 24. prosince 2023 |
| 13           | 4         | What If... Iron Man Crashed Into the Grandmaster?         | Co kdyby... Iron Man havaroval u Velmistra?                 | Bryan Andrews  | A. C. Bradley                    | 25. prosince 2023 |
| 14           | 5         | What If... Captain Carter Fought the Hydra Stomper?       | Co kdyby... Kapitánka Carterová bojovala s Hydra Stomperem? | Bryan Andrews  | A. C. Bradley                    | 26. prosince 2023 |
| 15           | 6         | What If... Kahhori Reshaped the World?                    | Co kdyby... Kahhori přetvořila svět?                        | Bryan Andrews  | Ryan Little                      | 27. prosince 2023 |
| 16           | 7         | What If... Hela Found the Ten Rings?                      | Co kdyby... Hela objevila deset prstenů?                    | Bryan Andrews  | Matthew Chauncey                 | 28. prosince 2023 |
| 17           | 8         | What If... the Avengers Assembled in 1602?                | Co kdyby... se Avengers dali dohromady v roce 1602?         | Bryan Andrews  | A. C. Bradley a Ryan Little      | 29. prosince 2023 |
| 18           | 9         | What If... Strange Supreme Intervened?                    | Co kdyby... zasáhl Nejvyšší Strange?                        | Bryan Andrews  | Matthew Chauncey                 | 30. prosince 2023 |

### Třetí řada (2024)
| Č. v seriálu | Č. v řadě | Původní název                                           | Český název                                        | Režie                          | Scénář                                                                                           | Premiéra v USA    |
| ------------ | --------- | ------------------------------------------------------- | -------------------------------------------------- | ------------------------------ | ------------------------------------------------------------------------------------------------ | ----------------- |
| 19           | 1         | What If... the Hulk Fought the Mech Avengers?           | Co kdyby... Hulk bojoval s Robo-Avengers?          | Stephan Franck                 | příběh : A. C. Bradley a Bryan Andrews adaptace : Ryan Little                                    | 22. prosince 2024 |
| 20           | 2         | What If... Agatha Went to Hollywood?                    | Co kdyby... Agatha hrála v Hollywoodu?             | Bryan Andrews                  | příběh : Bryan Andrews, Matthew Chauncey a Ryan Little adaptace : Matthew Chauncey a Ryan Little | 23. prosince 2024 |
| 21           | 3         | What If... the Red Guardian Stopped the Winter Soldier? | Co kdyby... Red Guardian zastavil Winter Soldiera? | Bryan Andrews                  | A. C. Bradley                                                                                    | 24. prosince 2024 |
| 22           | 4         | What If... Howard the Duck Got Hitched?                 | Co kdyby... se kačer Howard oženil?                | Stephan Franck                 | příběh : Bryan Andrews, Matthew Chauncey a Ryan Little adaptace : Matthew Chauncey a Ryan Little | 25. prosince 2024 |
| 23           | 5         | What If... the Emergence Destroyed the Earth?           | Co kdyby... Zrození zničilo Zemi?                  | Stephan Franck                 | příběh : Bryan Andrews, Matthew Chauncey a Ryan Little adaptace : Matthew Chauncey a Ryan Little | 26. prosince 2024 |
| 24           | 6         | What If... 1872?                                        | Co kdyby... 1872?                                  | Stephan Franck a Bryan Andrews | příběh : Bryan Andrews, Matthew Chauncey a Ryan Little adaptace : Matthew Chauncey a Ryan Little | 27. prosince 2024 |
| 25           | 7         | What If... the Watcher Disappeared?                     | Co kdyby... se Pozorovatel ztratil?                | Stephan Franck                 | příběh : Bryan Andrews, Matthew Chauncey a Ryan Little adaptace : Matthew Chauncey a Ryan Little | 28. prosince 2024 |
| 26           | 8         | What If... What If?                                     | Co kdyby... co kdyby?                              | Bryan Andrews                  | příběh : Bryan Andrews, Matthew Chauncey a Ryan Little adaptace : Matthew Chauncey a Ryan Little | 29. prosince 2024 |